# Naturschutzbund Deutschland

Logo de l'organisation.

Le Naturschutzbund Deutschland e. V. (Syndicat de conservation de la nature et de la biodiversité) ou NABU est une organisation non gouvernementale allemande destinée à la préservation de l'environnement, en Allemagne et à l'étranger, dont les rivières, les forêts et des espèces animales.

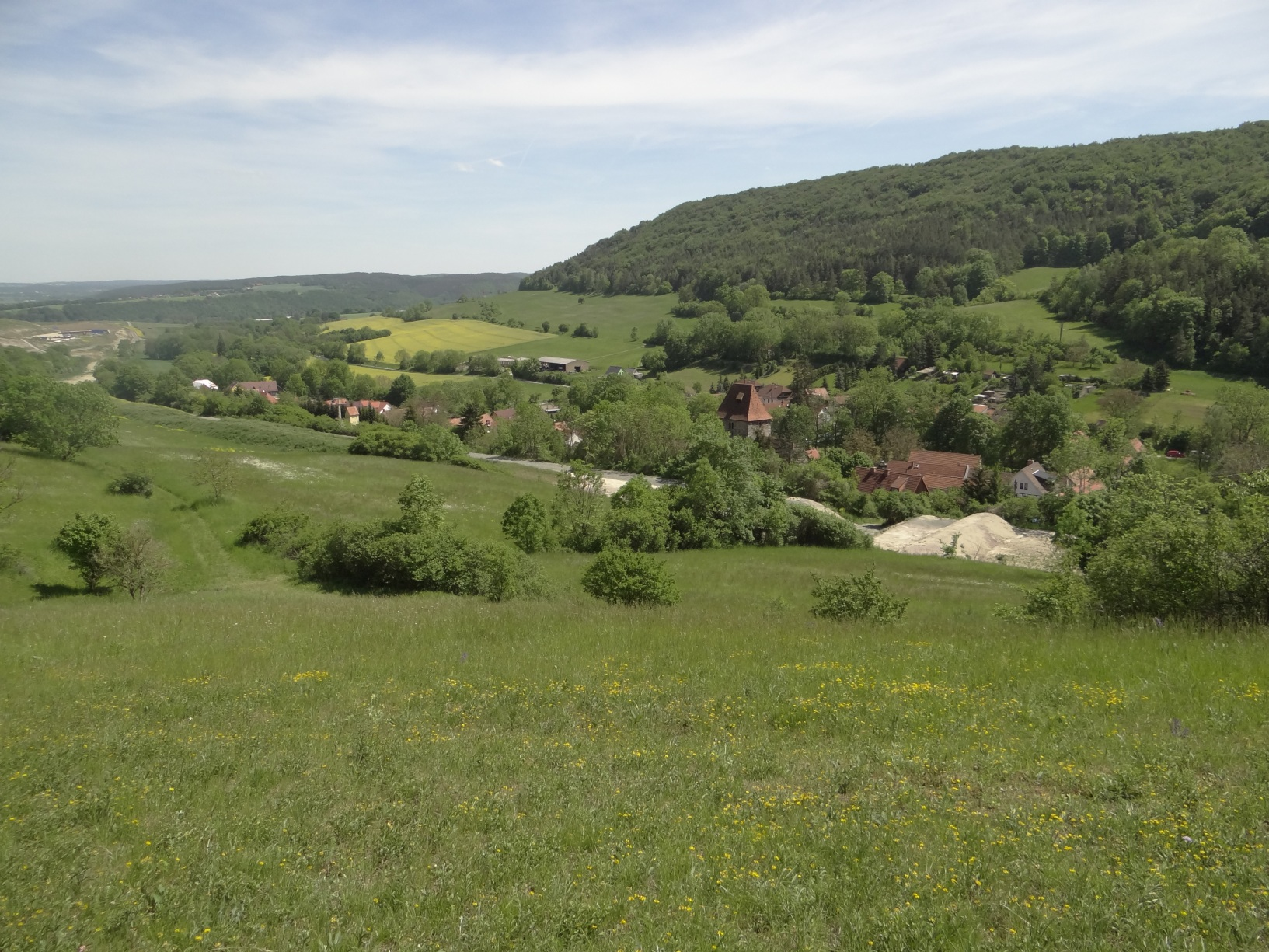
Réserve naturelle de Leutratal et Cospoth, près de Iéna, gérée par Naturschutzbund Deutschland.